# Leichtathletik-Europameisterschaften 1962/4 × 400 m der Männer

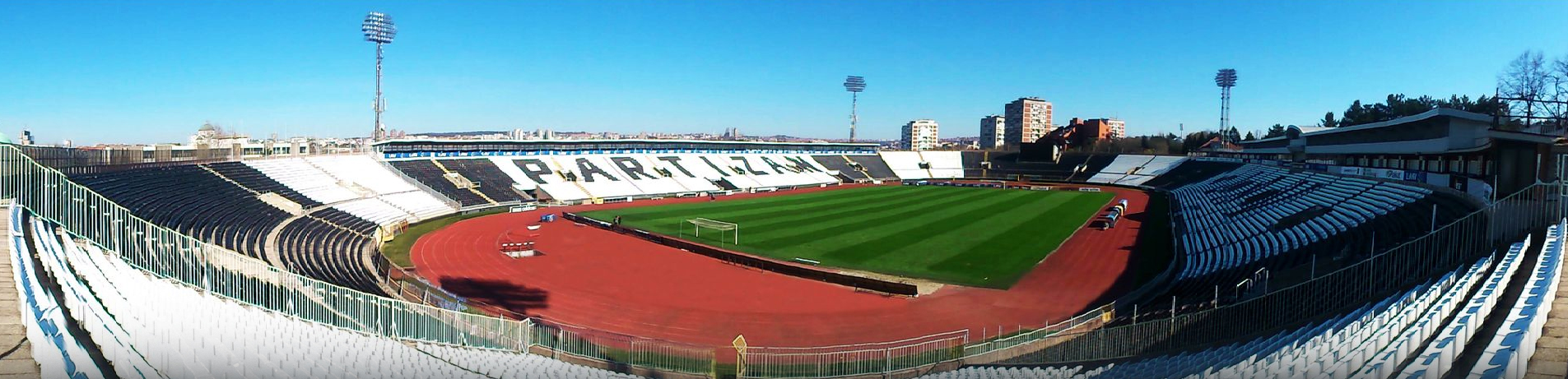
Panoramablick auf das Partizan-Stadion 2014 – 52 Jahre
nach den dortigen Europameisterschaften

Die 4-mal-400-Meter-Staffel der Männer bei den Leichtathletik-Europameisterschaften 1962 wurde am 15. und 16. September 1962 im Belgrader Partizan-Stadion ausgetragen.
Europameister wurde Deutschland in der Besetzung Johannes Schmitt, Wilfried Kindermann, Hans-Joachim Reske und Manfred Kinder.
Den zweiten Platz belegte Großbritannien mit Barry Jackson, Ken Wilcock, Adrian Metcalfe und Robbie Brightwell.
Bronze ging an die Schweiz mit Bruno Galliker, Jean-Louis Descloux, Marius Theiler, Hansruedi Bruder.

## Rekorde

### Bestehende Rekorde
| Weltrekord   | 3:02,2 min | USA (Jack Yerman, Earl Young, Glenn Davis, Otis Davis)                              | OS Rom, Italien        | 8. September 1960 |
| Europarekord | 3:02,7 min | BR Deutschland (Hans-Joachim Reske, Manfred Kinder, Johannes Kaiser, Carl Kaufmann) | OS Rom, Italien        | 8. September 1960 |
| EM-Rekord    | 3:07,9 min | Großbritannien (Ted Sampson, John MacIsaac, John Wrighton, John Salisbury)          | EM Stockholm, Schweden | 24. August 1958   |

### Rekordverbesserung
Der bestehende Meisterschaftsrekord wurde im Finale am 16. September von der Europameisterstaffel um 2,1 Sekunden verbessert:

3:05,8 min – Deutschland (Johannes Schmitt, Wilfried Kindermann, Hans-Joachim Reske, Manfred Kinder). Zum Europarekord fehlten 3,1 Sekunden, zum Weltrekord 3,6 Sekunden.

## Vorrunde
15. September 1962, 15.55 Uhr
Die Vorrunde wurde in zwei Läufen durchgeführt. Die ersten drei Staffeln pro Lauf – hellblau unterlegt – qualifizierten sich für das Finale.

### Vorlauf 1
| Platz | Name             | Nation                                                                | Zeit (min) |
| ----- | ---------------- | --------------------------------------------------------------------- | ---------- |
| 1     | Großbritannien   | Barry Jackson Ken Wilcock Adrian Metcalfe Robbie Brightwell           | 3:09,4     |
| 2     | Italien          | Mario Fraschini Vittorio Barberis Gian Paolo Iraldo Salvatore Morale  | 3:10,0     |
| 3     | Schweden         | Bo Althoff Ronny Sunesson Bengt-Göran Fernström Hans-Olof Johansson   | 3:10,2     |
| 4     | Sowjetunion      | Wiktor Bytschkow Waleri Bulischew Wadym Archyptschuk Wassyl Anissimow | 3:10,6     |
| 5     | Jugoslawien      | Srđan Savić Miloje Grujić Viktor Snajder Miroslav Bosna               | 3:12,5     |
| DNF   | Tschechoslowakei | Jaromir Slegr Jan Kasal Josef Odložil Josef Trousil                   |            |

### Vorlauf 2
| Platz | Name        | Nation                                                                 | Zeit (min) |
| ----- | ----------- | ---------------------------------------------------------------------- | ---------- |
| 1     | Deutschland | Johannes Schmitt Wilfried Kindermann Hans-Joachim Reske Manfred Kinder | 3:08,8     |
| 2     | Frankreich  | Jean Bertozzi Bernard Martin Jean-Pierre Boccardo Germain Nelzy        | 3:09,2     |
| 3     | Schweiz     | Bruno Galliker Jean-Louis Descloux Marius Theiler Hansruedi Bruder     | 3:09,7     |
| 4     | Polen       | Andrzej Badeński Stanisław Swatowski Ireneusz Kluczek Jerzy Kowalski   | 3:10,2     |
| 5     | Finnland    | Börje Strand Pentti Rekola Olavi Salonen Jussi Rintamäki               | 3:13,8     |
| 6     | Türkei      | Gurkan Cevik Fahir Özgüden Ferruh Oygur Muharrem Dalkilic              | 3:21,3     |

## Finale
16. September 1962, 19.35 Uhr
| Platz | Name           | Nation                                                                 | Zeit (min) |
| ----- | -------------- | ---------------------------------------------------------------------- | ---------- |
| 1     | Deutschland    | Johannes Schmitt Wilfried Kindermann Hans-Joachim Reske Manfred Kinder | 3:05,8 CR  |
| 2     | Großbritannien | Barry Jackson Ken Wilcock Adrian Metcalfe Robbie Brightwell            | 3:05,9     |
| 3     | Schweiz        | Bruno Galliker Jean-Louis Descloux Marius Theiler Hansruedi Bruder     | 3:07,0     |
| 4     | Schweden       | Bo Althoff Ronny Sunesson Bengt-Göran Fernström Hans-Olof Johansson    | 3:07,7     |
| 5     | Italien        | Mario Fraschini Vittorio Barberis Gian Paolo Iraldo Salvatore Morale   | 3:07,8     |
| 6     | Frankreich     | Jean Bertozzi Bernard Martin Jean-Pierre Boccardo Germain Nelzy        | 3:08,9     |